# Campionati africani di atletica leggera 2014 - 800 metri piani maschili
La specialità degli 800 metri piani maschili ai Campionati africani di atletica leggera di Marrakech 2014 si è svolta l'11 e 12 agosto 2014 allo Stade de Marrakech in Marocco.
La gara è stata vinta da Nijel Amos.

## Risultati

### Batterie
Qualificazione: i primi 2 atleti di ogni batterie (Q) e quelli con i successivi 2 tempi più veloci degli esclusi (q) si qualificano in finale.
| Class | Gruppo | Atleta                    | Nazione        | Tempo   | Note |
| ----- | ------ | ------------------------- | -------------- | ------- | ---- |
| 1     | 1      | Ferguson Cheruiyot Rotich | Kenya          | 1:45.80 | Q    |
| 2     | 1      | Amine El Manaoui          | Marocco        | 1:46.01 | Q    |
| 3     | 1      | Antoine Gakeme            | Burundi        | 1:46.24 | q    |
| 4     | 2      | Mohammed Aman             | Etiopia        | 1:46.63 | Q    |
| 5     | 1      | Alberto Mamba             | Mozambico      | 1:46.68 | q,   |
| 6     | 2      | Nijel Amos                | Botswana       | 1:46.73 | Q    |
| 7     | 2      | Cornelius Kiplagat        | Kenya          | 1:46.81 |      |
| 8     | 1      | Jena Umar                 | Etiopia        | 1:47.09 |      |
| 9     | 2      | Moussa Camara             | Mali           | 1:47.14 |      |
| 10    | 2      | Nader Belhanbel           | Marocco        | 1:47.43 |      |
| 11    | 3      | Evans Kipkorir            | Kenya          | 1:48.66 | Q    |
| 12    | 3      | Taoufik Makhloufi         | Algeria        | 1:48.90 | Q    |
| 13    | 1      | Hamid Sulema Ferej        | Eritrea        | 1:49.17 |      |
| 14    | 3      | Mamush Lencha             | Etiopia        | 1:49.90 |      |
| 15    | 2      | Jammeh Omar               | Gambia         | 1:49.96 |      |
| 16    | 2      | Prince Mumba              | Zambia         | 1:51.02 |      |
| 17    | 3      | Redouane Baaziri          | Marocco        | 1:51.06 |      |
| 18    | 3      | Attoumane Abdoul Had      | Comore         | 1:55.09 |      |
| 19    | 3      | Hamza Shlik               | Libia          | 1:55.77 |      |
| 20    | 3      | Junior Bele               | Rep. del Congo | 2:00.66 |      |
| -     | 1      | Bechir Ahmat Mahamat      | Ciad           | dns     |      |

### Finale
| Class.  | Nome                      | Nazione   | Tempo   | Note |
| ------- | ------------------------- | --------- | ------- | ---- |
| Oro     | Nijel Amos                | Botswana  | 1:48.54 |      |
| Argento | Mohammed Aman             | Etiopia   | 1:48.74 |      |
| Bronzo  | Taoufik Makhloufi         | Algeria   | 1:49.08 |      |
| 4       | Ferguson Cheruiyot Rotich | Kenya     | 1:49.10 |      |
| 5       | Evans Kipkorir            | Kenya     | 1:49.47 |      |
| 6       | Alberto Mamba             | Mozambico | 1:49.63 |      |
| 7       | Antoine Gakeme            | Burundi   | 1:49.74 |      |
| 8       | Amine El Manaoui          | Marocco   | 1:49.93 |      |